# Visione di sant'Eustachio (Annibale Carracci)
La Visione di sant'Eustachio è un dipinto di Annibale Carracci.

## Storia del dipinto
Il dipinto è generalmente datato intorno al 1585-86 sulla base dell'assonanza stilistica che la Visione di Sant'Eusatchio di Capodimonte mostra con altre opere di Annibale più sicuramente riferibili a quegli anni.
Si ipotizza che il quadro sia stato portato a Roma dallo stesso Annibale per farne dono al cardinale Odoardo Farnese, che nel 1595 aveva assunto il titolo della basilica di Sant'Eustachio, a Roma. Proprio in quell'anno Annibale Carracci si trasferiva definitivamente a Roma al servizio dello stesso Odoardo Farnese.
L’opera è rimasta sempre nelle raccolte farnesiane, seguendone le sorti: da Roma il dipinto fu trasferito prima a Parma e poi a Napoli, confluendo infine nella Galleria di Capodimonte.

## Descrizione e stile
Si tratta di una delle prime prove da paesaggista del Carracci e in essa si scorge l'influenza della pittura di paesaggio veneziana esercitata su un Annibale ancora molto giovane. Secondo un'impostazione critica, infatti, in ambito paesaggistico, Annibale avrebbe recepito i modelli lagunari già prima della sua più complessiva svolta in favore degli esempi veneziani, avviata nel 1587-88 dopo un soggiorno nella Serenissima, che per poco meno di un decennio ne caratterizzò l'opera.
Dipinti come il San Girolamo penitente di Tiziano (Louvre) o alcuni sfondi naturalistici di Jacopo Bassano sono esemplificativi dei modi veneziani cui Annibale sembra aver attinto per la sua Visione di sant'Eustachio.
Sul piano più strettamente compositivo è generalmente accettata dalla critica l'idea che il più giovane dei Carracci abbia utilizzato come modello due stampe di Cornelis Cort (incisore fiammingo tra i migliori del suo tempo) – una dedicata a San Girolamo penitente e l’altra, come il dipinto napoletano, alla Visione di sant'Eustachio – entrambe tratte da invenzioni di Girolamo Muziano, artista lombardo a sua volta influenzato dai modelli veneziani.
Alcuni dettagli inoltre, come le figure dei cani, rinviano alla celeberrima incisione di Albrecht Dürer, parimenti dedicata alla visione sovranaturale di Cristo crocifisso tra le corna di un cervo, fatta dal martire Eustachio.

## Altre immagini

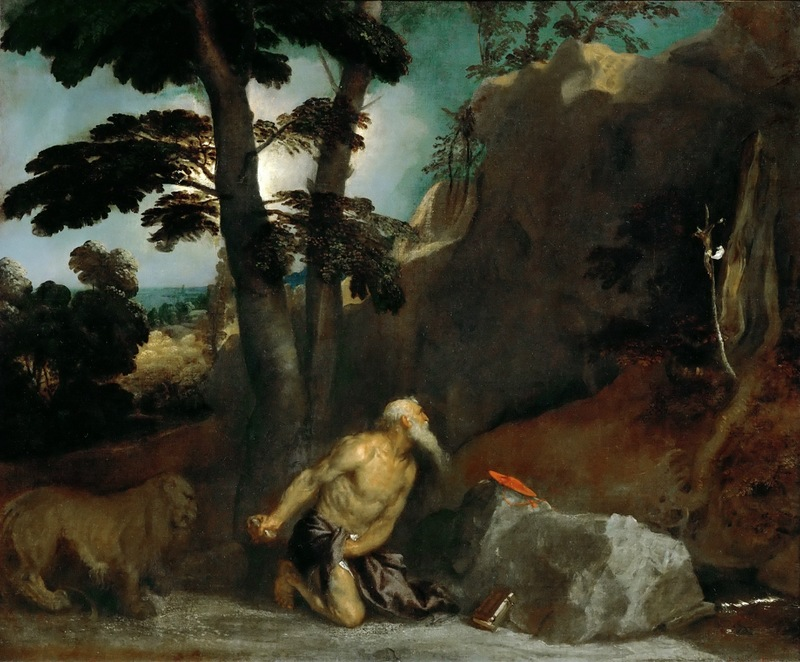
Tiziano, San Girolamo penitente, 1531 ca., Parigi, Louvre
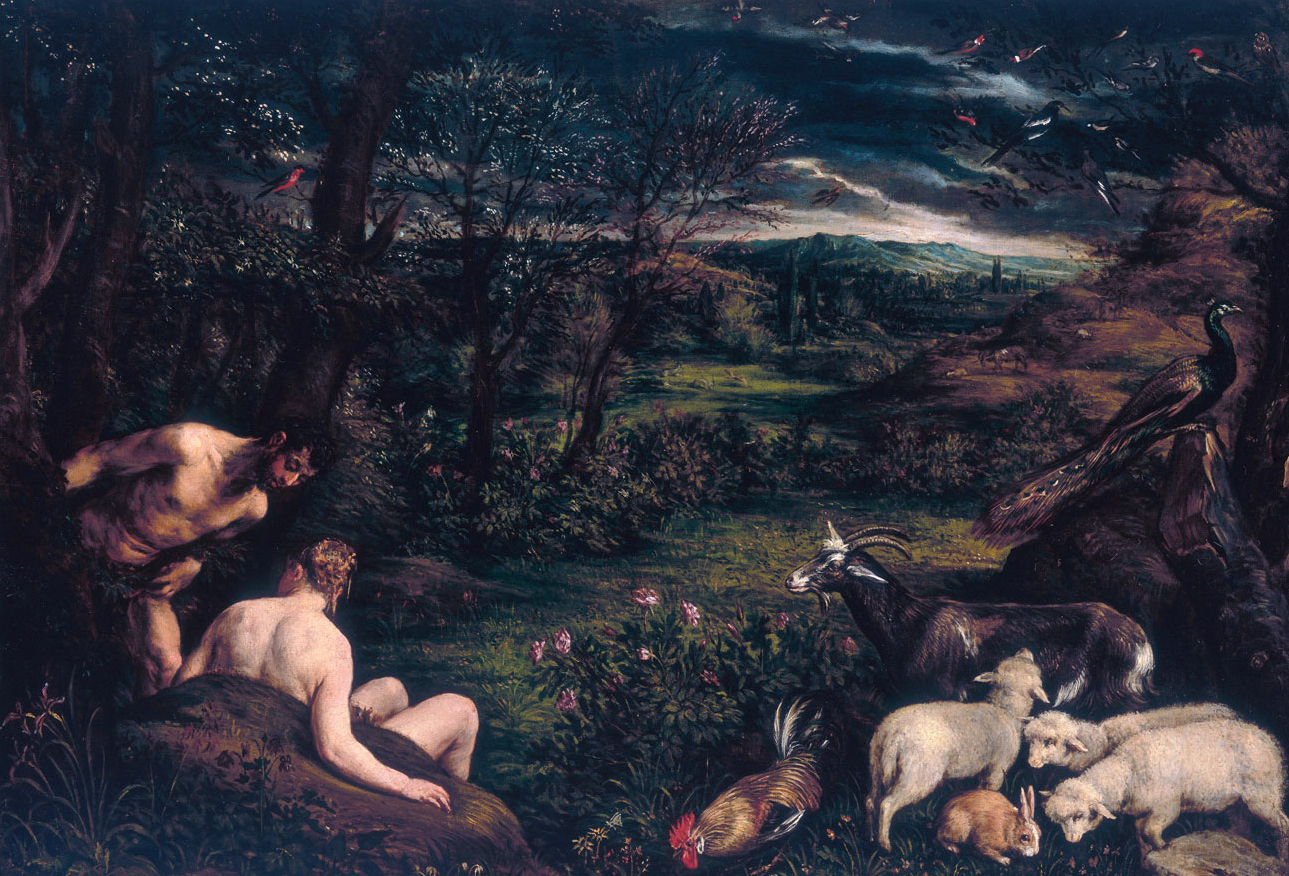
Jacopo Bassano, Paradiso terrestre, 1573 ca., Roma, Galleria Doria Pamphilj
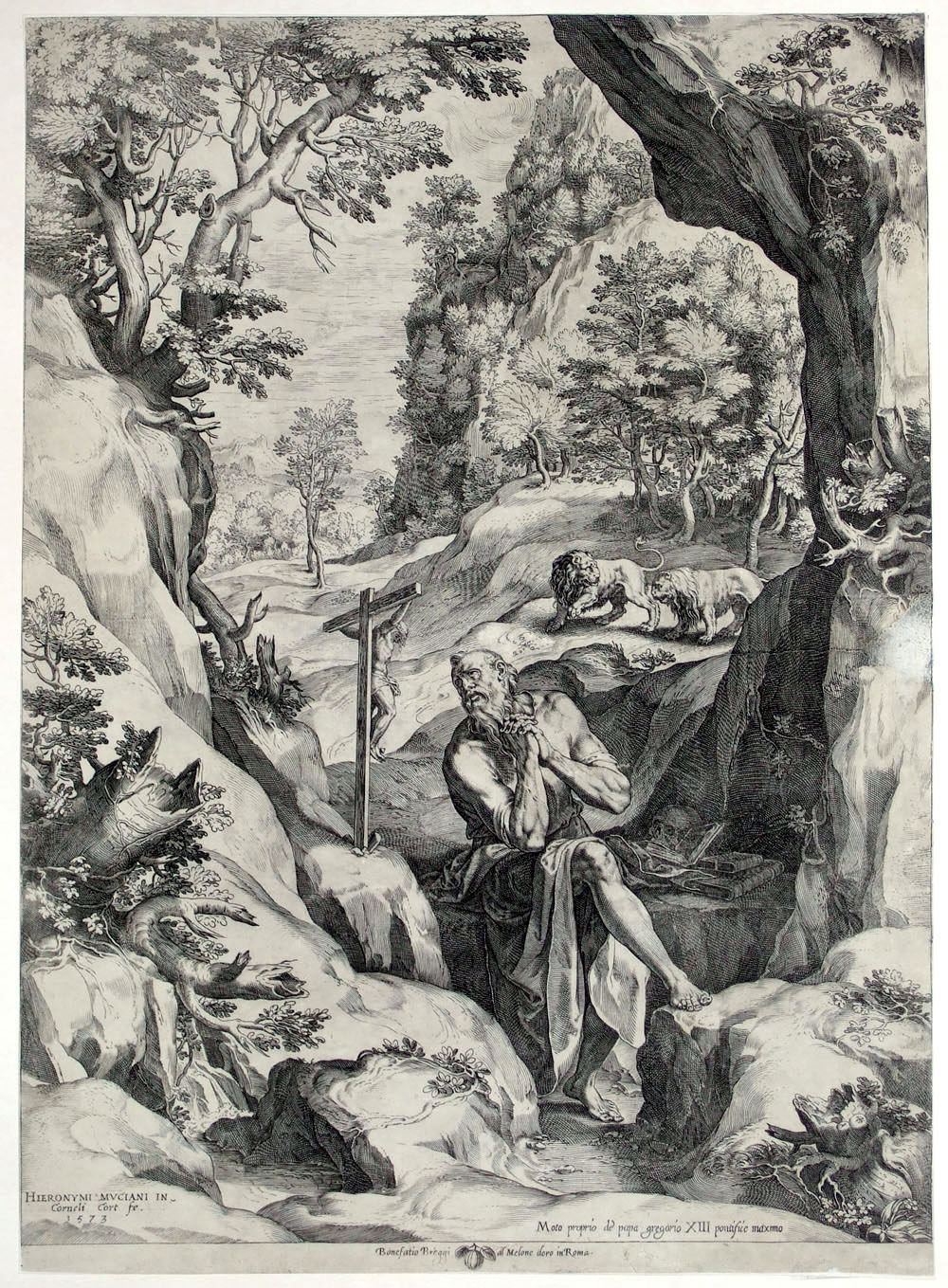
Cornelis Cort da Girolamo Muziano, San Girolamo penitente, 1573, Tartu (Estonia), Biblioteca dell’Università
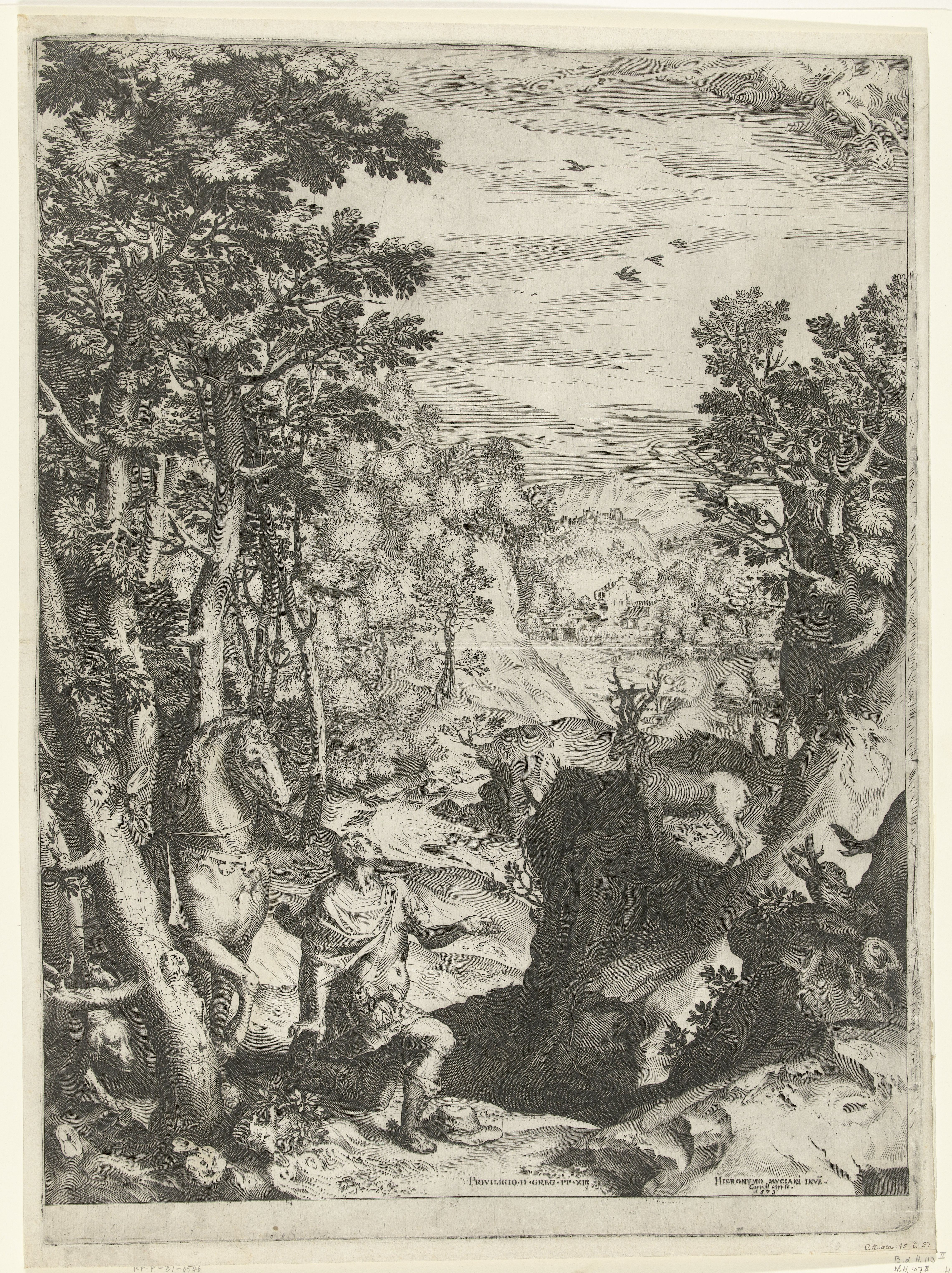
Cornelis Cort da Girolamo Muziano, Visione di sant’Eustachio, 1573, Amsterdam, Rijksmuseum
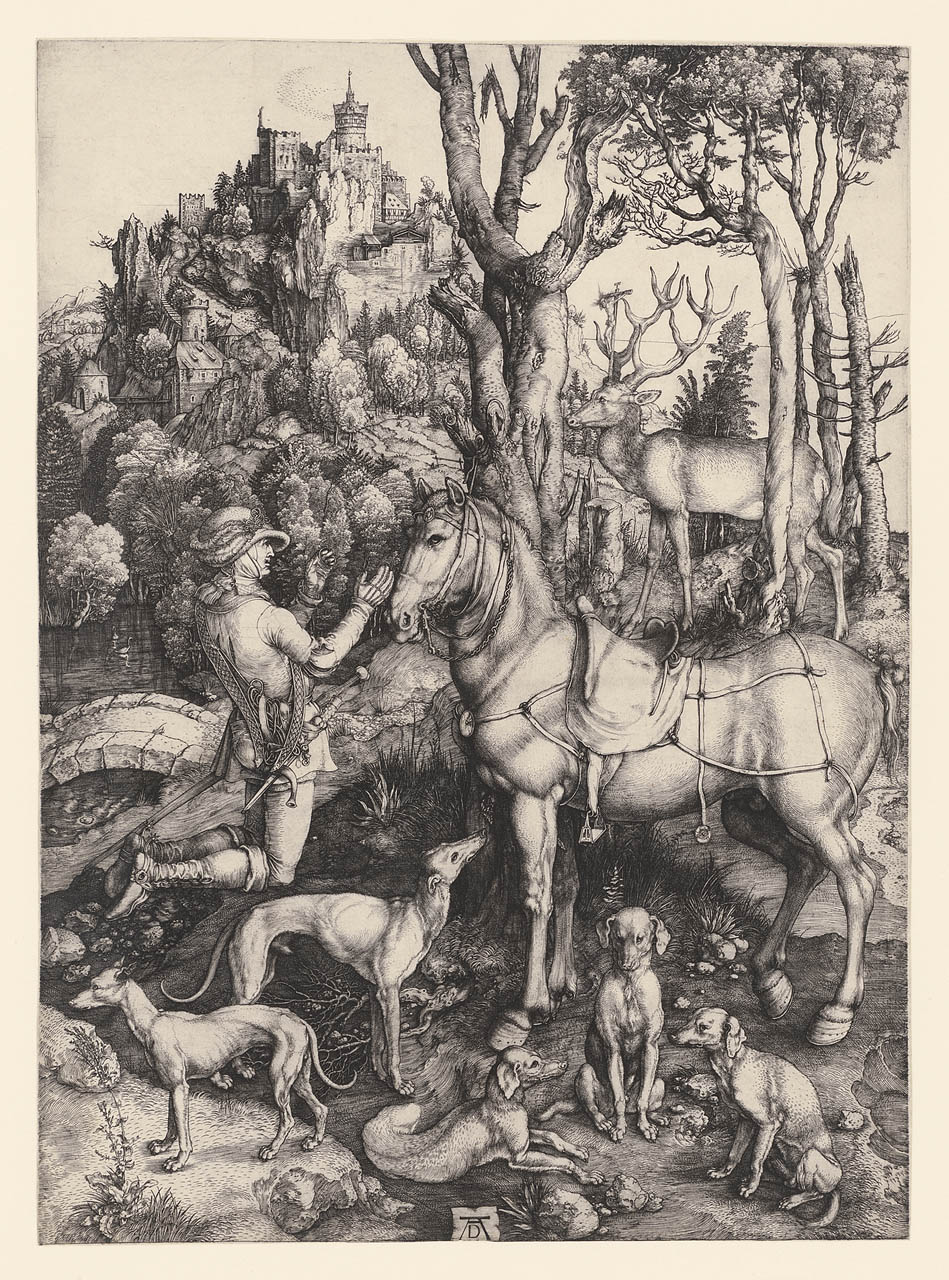
Albrecht Dürer, Visione di sant’Eustachio, 1501 ca., Amsterdam, Rijksmuseum